# Factor de proyección

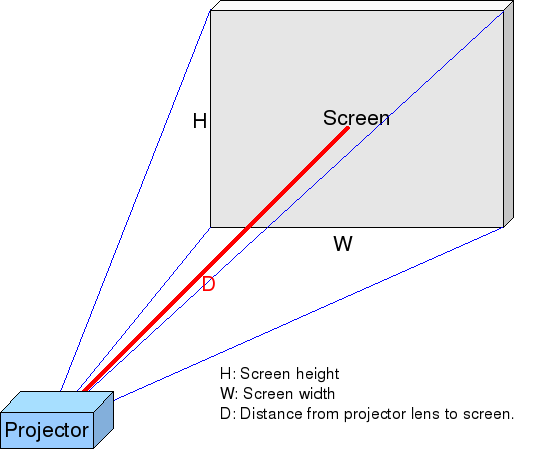
Factor de proyección = D/W

Factor de proyección o relación de proyección se refiere a la relación entre la distancia a la pantalla y el ancho de la misma. Una relación de proyección más grande corresponde a un sistema óptico con un haz más estrechamente enfocado.
La relación de proyección de un proyector se utiliza al instalar proyectores para controlar el tamaño de la pantalla proyectada Por ejemplo, si la relación de proyección es de 3:1 y el proyector está a seis metros de distancia de la pantalla, entonces el ancho de la pantalla será de dos metros.

## Distancia de proyección
En la terminología de proyección cinematográfica, la «distancia de proyección»  (en inglés throw) es la distancia del proyector de cine hasta la pantalla. Se usa este término inglés throw refiriéndose a la distancia de «lanzamiento» de la imagen hacia la pantalla, y es esencial ya que tiene un gran efecto sobre el tamaño final de la misma.
A menudo, en  cine en casa no se suele disponer de la «distancia de proyección» correcta en una habitación, esta falta se puede corregir mediante el uso de una «lente de distancia focal más corta». Por otro lado también hay lentes «alcance largo» disponibles para distancias largas (con la «distancia focal más grande»).

## Avance de la tecnología
Los retro-proyectores de vídeo de TRC se usaron mayoritariamente durante la década de 1980-1990, aunque sólo en aplicaciones  profesionales debido a su elevado precio. La señal de vídeo de entrada podía provenir de diferentes fuentes, como un sintonizador de televisión (terrestre o vía satélite), un ordenador personal, un Laser disc, etc.
Hasta la década de 1990 era la única tecnología existente, para proyectores de vídeo sobre pantalla con una diagonal de más de 100  pulgadas (254cm), pero en esa década los  Proyectores LCD, los substituyeron dejándolos obsoletos después de la rápida caída de los precios de estos últimos con unas dimensiones y peso muy inferiores.